# Cyclocephala weidneri
Cyclocephala weidneri är en skalbaggsart som beskrevs av S. Endrödi 1964. Cyclocephala weidneri ingår i släktet Cyclocephala och familjen Dynastidae. Utöver nominatformen finns också underarten C. w. boliviana.